# Кшуманцянь Пірґуж
Кшуманцянь Пірґуж (ерз. Кшуманцянь Пиргуж; 19 листопада 1940, село Ташто Кшуманця Великоігнатовского району Мордовської АРСР — 22 серпня 2024, Мордовія, Росія) — діяч ерзянського національного руху, правозахисник. Інязор ерзянського народу (1999—2019).

## Життєпис

### Ранні роки
Народився як Григорий Дмитрович Мусальов (рос. Мусалёв Григорий Дмитриевич). Наймолодший із трьох братів. Батько — учасник Другої світової війни, воював під Сталінградом, загинув у 1943 році під Харковом. Мати — колгоспниця.
1958 закінчив Великоігнатовську середню школу, потім працював у ній лаборантом. У 1959—1962 роках проходив службу в армії СССР.
Закінчив фізико-математичний факультет Мордовський університет, після чого працював там математиком-програмістом.

### Громадська діяльність
З кінця 1980-х років бере участь у національному русі ерзян. Двадцять років очолює Фонд порятунку ерзянської мови, що охоплює своєю роботою багатьох ерзян по всій Росії. Один із творців, організаторів національного свята «Ерзянь Келен чи» (День ерзянської мови; з 1994 року), є його незмінним керівником.
Кшуманцянь Пірґуж відновив проведення ритуально-обрядового свята «Раськень Озкс» з 1999 в селі Чукали Великоігнатовського району Республіки Мордовія на тому ж місці, де воно проводилося у XVII столітті. За 5 днів до проведення першого «Раськень Озкс», як організатор моління, був заарештований російською владою. Міліція вимагала від Кшуманцяня Пірґужа скасувати проведення свята, однак ерзянський діяч відмовився йти на співпрацю.
Пірґуж — творець і керівник республіканського щорічного свята «Вєлєнь озкс». Проводиться воно в селі Ташто Кшуманця з 1990 року в другу суботу липня.
З 1994  бере участь у виданні і розповсюдженні газети «Ерзянь Мастор».
Мусальову належить ідея встановлення у Саранську пам'ятника національному герою ерзян князю Пургазу. Проте через шовіністичну позицію місцевої влади спорудження пам'ятника досі не здійснене.
Щомісяця їздить районами Мордовії для просвітницької роботи, поширення ерзянської літератури. Делегат від Ерзя народу на 6-ому Всесвітньому конгресі фіно-угорських народів (2012 рік).
2003 взяв участь у відзначенні 60-ї річниці створення Антибольшевицького Блоку Народів у Києві та Рівному, де розгорнув виставки мілітарної ерзянської літератури, а також виступив із закликом до союзу Ерзянь Мастор та України у боротьбі з неоколоніалізмом Російської Федерації.
Автор численних резонансних статей та звернень до центральної влади РФ на тему утисків корінних народів. Критикує політику русифікації ерзян.
За свою правозахисну діяльність неодноразово піддавався переслідуванням силовими структурами. У місцевій пресі розгорнулася кампанія з дискредитації активіста.
Влітку 2019 публічно підтримав представника ерзянської діаспори в Україні Сиреся Боляєнь на посаду Інязора. Через свою позицію зазнав тиску з боку Міністерства культури Республіки Мордовія. Представники республіканської влади вимагали від Кшуманцяня Пірґужа зречення підтримки Сиреся Боляєнь, однак так і не домоглися цього. Взяв участь в церемонії інавгурації новообраного Інязора Сиреся Боляєнь, що відбулась 12 вересня 2019 року в київському Будинку профспілок. Під час церемонії урочисто передав ерзянський колар (символ влади інязора) своєму наступникові.
Помер 22 серпня 2024 року у віці 83 років.

## Нагороди

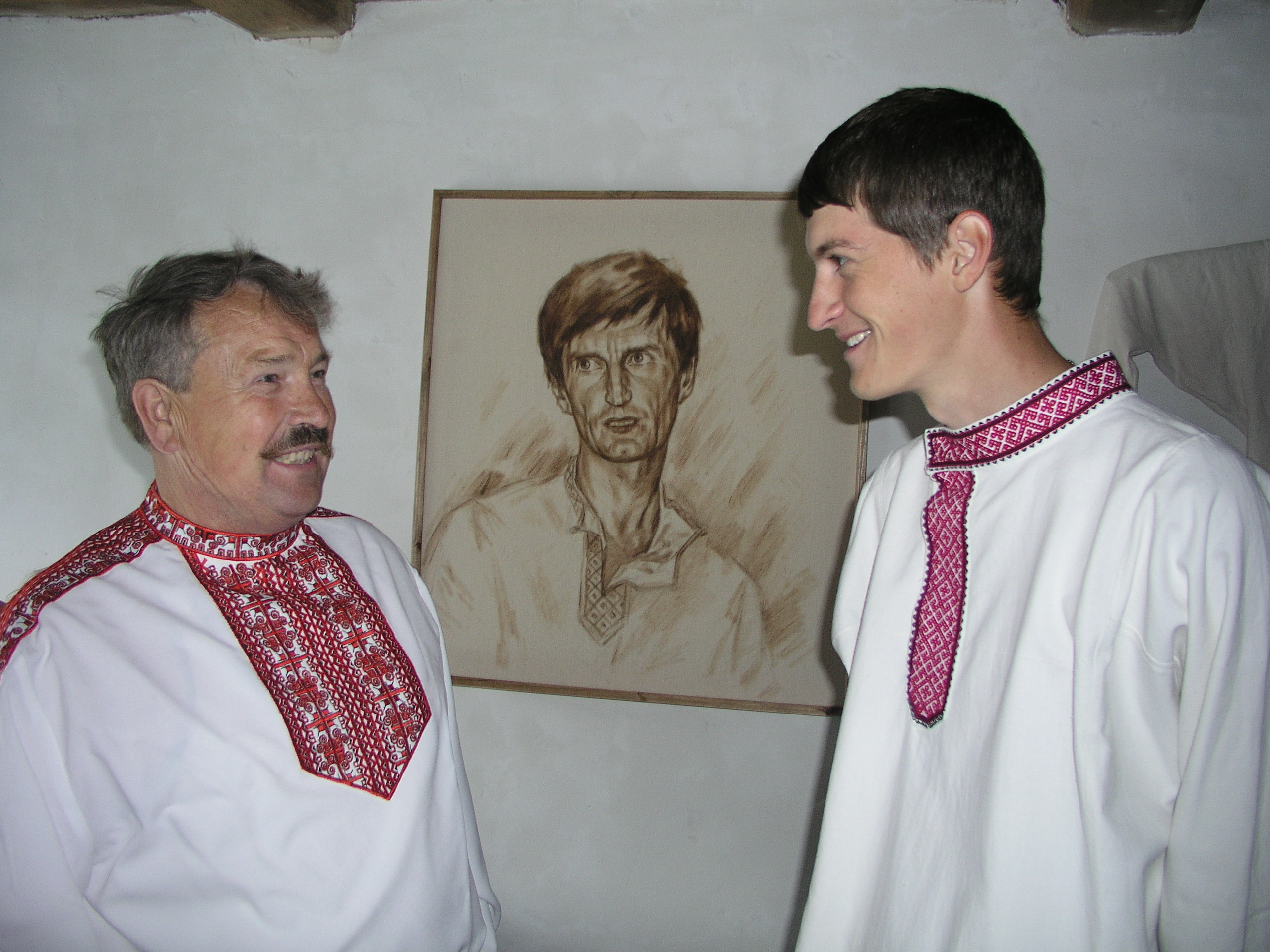
Кшуманцянь Пірґуж і син Йовланя Оло Андрій

За свою плідну, подвижницьку суспільно-політичну та культурно-просвітницьку діяльність протягом 25 років, за відновлення і проведення Державних свят «Раськень озкс», «Вєлєнь озкс», за участь у створенні і щорічному проведенні з 1994 року державного свята — «Ерзянь Келен чи» Мусальову було присвоєне звання Почесного громадянина Республіки Мордовія і Росії.
- У лютому 2014 року за видатні заслуги у відродженні Ерзя народу він нагороджений президентом Естонії Т. Г. Ільвесом Орденом Землі Марії 5-го ступеня (№1108)[8][9].
- У 2015 році, в день 75-річчя, був нагороджений почесним іменним орденом «Великий ерзянин» під номером 1, що заснований Фондом порятунку ерзянської мови і вручений, за рішенням Ради старійшин і ерзянської народу, на «Раськень озкс».